# عياض الدين أحمد
أياجودين أحمد أو عياض الدين أحمد(البنغالية : ইয়াজউদ্দিন আহম্মেদ)؛ (28 فبراير 1931 - 10 ديسمبر 2012)، رئيس جمهورية بنغلاديش من عام 2002 إلى عام 2009. ولد في مقاطعة بيكرامبور، مقاطعة دكا، «سابقا مقاطعة البنغال في الهند البريطانية» (الآن مقاطعة مونشيغانج).